# Charli Bujosa
Charli Bujosa Cortés (Mallorca, 1989) es una persona española dedicada a la dirección y la producción cinematográfica, dos veces nominada a los Premios Goya. En 2021 se convirtió en la primera persona transgénero en fundar una productora de cine en España.

## Educación
Charli se licenció en Derecho en la Universidad Nacional de Educación a Distancia, mientras vivía y trabaja en Berlín. Posteriormente se trasladó a Madrid, donde comenzó sus estudios en Montaje Cinematográfico.

## Carrera
En 2019 dirigió y produjo su primer cortometraje, Bubota, el cual fue premiado en diversos festivales de cine, entre ellos los de ALCINE, Alcances o Aguilar de Campoo.
En 2021 cofundó junto con David Castro la productora Mansalva Films, lo que la convirtió en la primera persona transgénero en fundar una productora de cine en España.
También produjo el cortometraje de animación Todo está perdido, que en 2024 recibió una nominación en la 38.ª edición de los Premios Goya a la categoría de Mejor cortometraje de animación. Así mismo ese año también formó parte del jurado del festival internacional de cine Filmadrid, que tuvo lugar del 11 al 16 de junio.
Actualmente a través de su productora se encuentra trabajando en diversos largometrajes, entre ellos ¿Es Usted Secuestrable?, dirigido también por Charlie, y el próximo documental histórico La Pastora, dirigido por Cande Lázaro.

## Filmografía

### Guion
- Bubota (2019)
- ¿Es Usted Secuestrable? (TBA)

### Producción
- Bubota (2019)
- Todo está perdido (2022)
- Una zona ajardinada demasiado tranquila para mí(2022)
- Carmela (2025)
- ¿Es Usted Secuestrable? (TBA)
- La Pastora (TBA)
- La Carn (TBA)